# Heptathlon aux Jeux olympiques d'été de 2012
Pour un article plus général, voir Athlétisme aux Jeux olympiques d'été de 2012.
Navigation
Pékin 2008 Rio 2016
Le concours de l'heptathlon aux Jeux olympiques de 2012 a eu lieu les 3 et 4 août 2012 dans le Stade olympique de Londres.
Les limites de qualifications étaient de 6 150 points pour la limite A et de 5 950 points pour la limite B.
La Russe Tatyana Chernova, initialement troisième du concours, est disqualifiée pour dopage en 2016. L'Ukrainienne Lyudmyla Yosypenko, initialement 4e, est également disqualifiée rétroactivement pour dopage. En conséquence, la Lituanienne Austra Skujytė récupère la médaille de bronze.

## Records
Avant cette compétition, les records dans cette discipline étaient les suivants :
| Record du monde  | 7 291 points | Jackie Joyner-Kersee | États-Unis | 24 septembre 1988 | Séoul |
| Record olympique | 7 291 points | Jackie Joyner-Kersee | États-Unis | 24 septembre 1988 | Séoul |

## Médaillées
| Or            | Argent            | Bronze         |
| Jessica Ennis | Lilli Schwarzkopf | Austra Skujytė |

## Programmation
Les épreuves se sont déroulées à l'heure d'été britannique (UTC+1)
| Date                 | Heure                                           | Epreuve                                                     |
| -------------------- | ----------------------------------------------- | ----------------------------------------------------------- |
| Vendredi 3 août 2012 | 10 h 05 min 11 h 15 min 19 h 00 min 20 h 45 min | 100 mètres haies Saut en hauteur Lancer de poids 200 mètres |
| Samedi 4 août 2012   | 10 h 05 min 11 h 40 min 20 h 35 min             | Saut en longueur Lancer de javelot 800 mètres               |

## Résultats

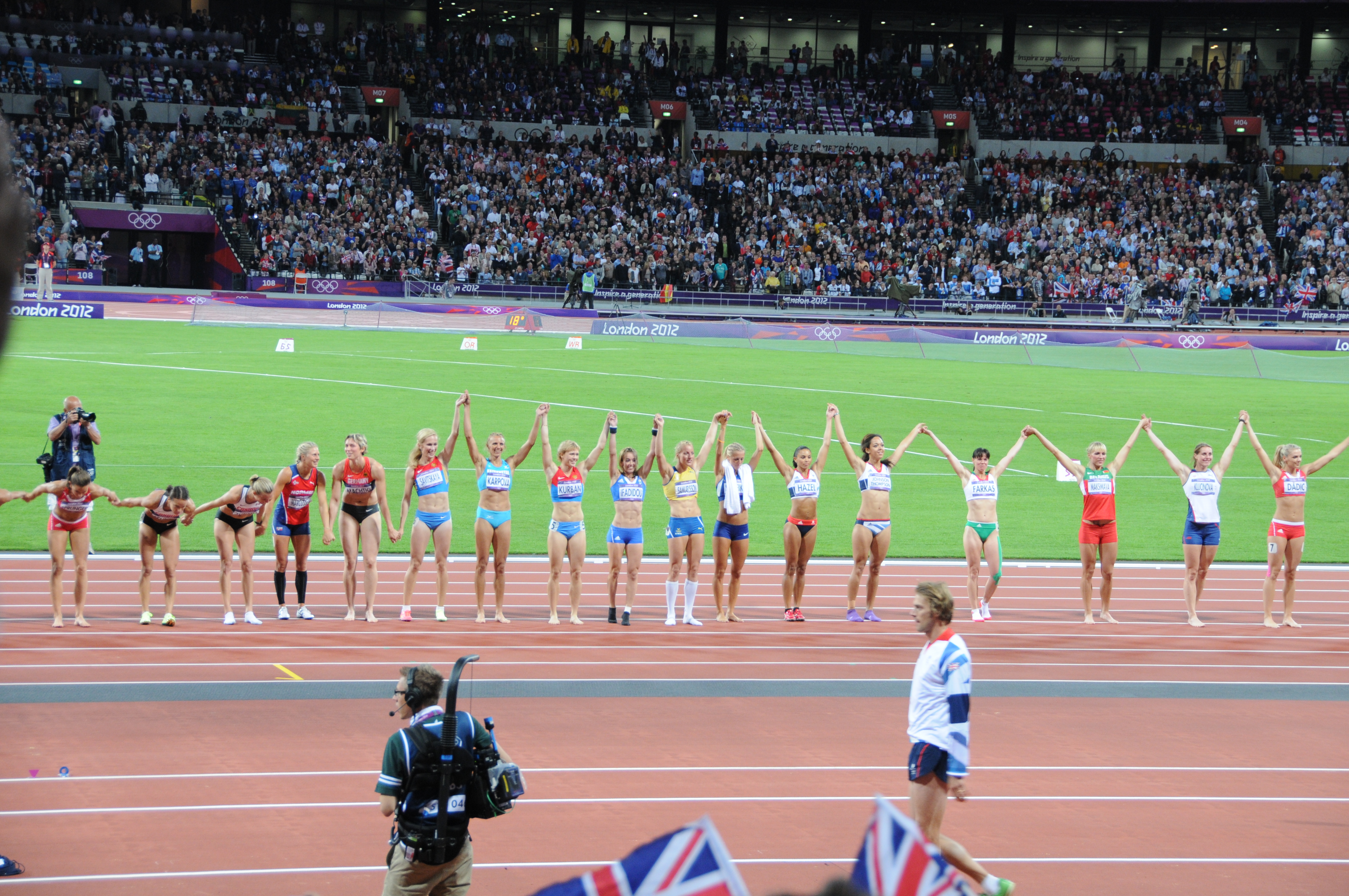
Défilé des participantes à l’heptathlon au stade olympique de Londres

♦ Le meilleur score sur l'épreuve est marqué ainsi
- Entrants au 27 juillet 2012[1].

| Rang | Athlète                    | Pays               | Points     | 100 m h        | SH            | LP             | 200 m          | SL            | LJ           | 800 m              |
| ---- | -------------------------- | ------------------ | ---------- | -------------- | ------------- | -------------- | -------------- | ------------- | ------------ | ------------------ |
| 1    | Jessica Ennis              | Grande-Bretagne    | 6 955 (NR) | 1 195 12 s 54♦ | 1 054 1,86 m  | 813 14,28 m    | 1 096 22 s 83♦ | 1 001 6,48 m  | 812 47,49 m  | 984 2 min 08 s 65♦ |
| 2    | Lilli Schwarzkopf          | Allemagne          | 6 649 (PB) | 1 086 13 s 26  | 1 016 1,83 m  | 845 14,77 m    | 908 24 s 77    | 943 6,30 m    | 894 51,73 m  | 957 2 min 10 s 50  |
| 3    | Austra Skujytė             | Lituanie           | 6 599 (NR) | 978 14 s 00    | 1 132 1,92 m♦ | 1 016 17,31 m♦ | 848 25 s 43    | 927 6,25 m    | 882 51,13 m  | 816 2 min 20 s 59  |
| 4    | Antoinette Nana Djimou Ida | France             | 6 576 (PB) | 1 130 12 s 96  | 978 1,80 m    | 811 14,26 m    | 913 24 s 72    | 890 6,13 m    | 974 55,87 m  | 912 2 min 13 s 62  |
| 5    | Jessica Zelinka            | Canada             | 6 480      | 1 178 12 s 65  | 830 1,68 m    | 848 14,81 m    | 1 047 23 s 32  | 822 5,91 m    | 778 45,75 m  | 977 2 min 09 s 15  |
| 6    | Kristina Savitskaya        | Russie             | 6 452      | 1 069 13 s 37  | 1 016 1,83 m  | 845 14,77 m    | 937 24 s 46    | 915 6,21 m    | 738 43,70 m  | 932 2 min 12 s 27  |
| 7    | Laura Ikauniece            | Lettonie           | 6 414 (PB) | 1 020 13 s 71  | 1 016 1,83 m  | 704 12,64 m    | 965 24 s 16    | 890 6,13 m    | 885 51,27 m  | 934 2 min 12 s 13  |
| 8    | Hanna Melnychenko          | Ukraine            | 6 392      | 1 077 13 s 32  | 978 1,80 m    | 725 12,96 m    | 972 24 s 09    | 975 6,40 m    | 742 43,86 m  | 923 2 min 12 s 90  |
| 9    | Brianne Theisen            | Canada             | 6 383      | 1 080 13 s 30  | 1 016 1,83 m  | 720 12,89 m    | 947 24 s 35    | 853 6,01 m    | 792 46,47 m  | 975 2 min 09 s 27  |
| 10   | Dafne Schippers            | Pays-Bas           | 6 324      | 1 053 13 s 48  | 978 1,80 m    | 772 13,67 m    | 1 096 22 s 83♦ | 937 6,28 m    | 603 36,63 m  | 885 2 min 15 s 52  |
| 11   | Nadine Broersen            | Pays-Bas           | 6 319 (PB) | 1 030 13 s 64  | 1 054 1,86 m  | 765 13,57 m    | 875 25 s 13    | 831 5,94 m    | 899 51,98 m  | 865 2 min 16 s 98  |
| 12   | Jessica Samuelsson         | Suède              | 6 300 (PB) | 1 039 13 s 58  | 941 1,77 m    | 806 14,18 m    | 957 24 s 25    | 905 6,18 m    | 706 42,02 m  | 946 2 min 11 s 31  |
| 13   | Katarina Johnson-Thompson  | Grande-Bretagne    | 6 267 (PB) | 1 053 13 s 48  | 1 093 1,89 m  | 616 11,32 m    | 1 007 23 s 73  | 908 6,19 m    | 636 38,37 m  | 954 2 min 10 s 76  |
| 14   | Sharon Day                 | États-Unis         | 6 232      | 1 040 13 s 57  | 941 1,77 m    | 813 14,28 m    | 946 24 s 36    | 804 5,85 m    | 742 43,90 m  | 946 2 min 11 s 31  |
| 15   | Yana Maksimava             | Biélorussie        | 6 198 (PB) | 983 13 s 97    | 1 093 1,89 m  | 800 14,09 m    | 848 25 s 43    | 846 5,99 m    | 712 42,33 m  | 916 2 min 13 s 37  |
| 16   | Eliška Klucinová           | République tchèque | 6 109      | 977 14 s 01    | 978 1,80 m    | 723 12,93 m    | 887 25 s 00    | 890 6,13 m    | 776 45,65 m  | 878 2 min 16 s 08  |
| 17   | Ellen Sprunger             | Suisse             | 6 107      | 1 072 13 s 35  | 867 1,71 m    | 702 12,62 m    | 1 020 23 s 59  | 813 5,88 m    | 776 45,63 m  | 857 2 min 17 s 54  |
| 18   | Olga Kurban                | Russie             | 6 084      | 1 041 13 s 46  | 978 1,80 m    | 775 13,71 m    | 992 23 s 88    | 798 5,83 m    | 674 40,36 m  | 826 2 min 19 s 82  |
| 19   | Marisa De Aniceto          | France             | 6 030      | 1 015 13 s 74  | 867 1,71 m    | 733 13,09 m    | 863 25 s 26    | 777 5,76 m    | 899 51,98 m  | 876 2 min 16 s 20  |
| 20   | Györgyi Farkas             | Hongrie            | 6 013      | 932 14 s 33    | 978 1,80 m    | 764 13,55 m    | 822 25 s 72    | 871 6,07 m    | 793 46,52 m  | 853 2 min 17 s 83  |
| 21   | Grit Šadeiko               | Estonie            | 6 013      | 1 050 13 s 50  | 903 1,74 m    | 690 12,43 m    | 957 24 s 25    | 883 6,11 m    | 747 44,12 m  | 783 2 min 23 s 01  |
| 22   | Sofia Ifadidou             | Grèce              | 5 947      | 1 004 13 s 82  | 830 1,68 m    | 725 12,96 m    | 805 25 s 91    | 792 5,81 m    | 995 56,96 m♦ | 796 2 min 22 s 03  |
| 23   | Ivona Dadic                | Autriche           | 5 935      | 898 14 s 58    | 978 1,80 m    | 674 12,19 m    | 953 24 s 29    | 850 6,00 m    | 702 41,82 m  | 880 2 min 15 s 90  |
| 24   | Sarah Cowley               | Nouvelle-Zélande   | 5 873      | 985 13 s 95    | 978 1,80 m    | 686 12,37 m    | 833 25 s 60    | 850 6,00 m    | 704 41,90 m  | 837 2 min 19 s 01  |
| 25   | Louise Hazel               | Grande-Bretagne    | 5 856      | 1 053 13 s 48  | 724 1,59 m    | 715 12,81 m    | 935 24 s 48    | 780 5,77 m    | 809 47,38 m  | 840 2 min 18 s 78  |
| 26   | Ida Marcussen              | Norvège            | 5 846      | 967 14 s 08    | 830 1,68 m    | 811 14,26 m    | 873 25 s 15    | 795 5,82 m    | 711 42,26 m  | 912 2 min 13 s 62  |
| 27   | Chantae McMillan           | États-Unis         | 5 688      | 1 052 13 s 49  | 830 1,68 m    | 856 14,92 m    | 864 25 s 25    | 663 5,37 m    | 856 49,78 m  | 567 2 min 40 s 55  |
| 28   | Jennifer Oeser             | Allemagne          | 5 455      | 1 062 13 s 42  | 978 1,80 m    | 805 14,16 m    | 944 24 s 39    | 871 6,07 m    | 795 46,61 m  | 0 DNF              |
| 29   | Julia Mächtig              | Allemagne          | 5 338      | 903 14 s 54    | 830 1,68 m    | 860 14,99 m    | 852 25 s 38 s  | 322 4,06 m    | 752 44,40 m  | 819 2 min 20 s 34  |
| 30   | Irina Karpova              | Kazakhstan         | 5 319      | 949 14 s 21    | 830 1,68 m    | 640 11,68 m    | 849 25 s 42    | 759 5,70 m    | 586 35,75 m  | 706 2 min 28 s 93  |
| DQ   | Tatyana Chernova           | Russie             | DQ         | 1 053 13 s 48  | 978 1,80 m    | 805 14,17 m    | 1 013 23 s 67  | 1 020 6,54 m♦ | 788 46,49 m  | 971 DQ             |
| DQ   | Lyudmyla Yosypenko         | Ukraine            | DQ         | 1 087 13 s 25  | 1 016 1,83 m  | 787 13.900 m   | 1 012 23 s 68  | 946 6,31 m    | 853 49,63 m  | 917 DQ             |
| —    | Hyleas Fountain            | États-Unis         | DNF        | 1 170 12 s 70  | 1 054 1,86 m  | 660 11,99 m    | 1 016 23 s 64  | 865 6,05 m    | 319 21,60 m  | 0 DNS              |
| —    | Uhunoma Osazuwa            | Nigeria            | DNF        | 1 056 13 s 46  | 941 1,77 m    | 712 12,77 m    | 922 24 s 62    | 771 5,74 m    | DNS          | DNS                |
| —    | Karolina Tyminska          | Pologne            | DNF        | 1 091 13 s 22  | 830 1,68 m    | 777 13,74 m    | 1 009 23 s 71  | 0 NM          | DNS          | DNS                |
| —    | Nataliya Dobrynska         | Ukraine            | DNF        | 1 040 13 s 57  | 1 016 1,83 m  | 864 15,05 m    | 915 24 s 69    | 242 3,70 m    | DNS          | DNS                |
| —    | Sara Aerts                 | Belgique           | DNF        | 1 133 12 s 94  | 795 1,65 m    | 823 14,43 m    | DNF            | DNS           | DNS          | DNS                |
| —    | Aiga Grabuste              | Lettonie           | DNF        | 1 028 13 s 65  | 941 1,77 m    | 762 13,52 m    | DNS            | DNS           | DNS          | DNS                |
| —    | Margaret Simpson           | Ghana              | DNS        | DNS            | DNS           | DNS            | DNS            | DNS           | DNS          | DNS                |

## Légende
Records et Performances
- AR : Record continental (area record)
- CR : Record des championnats (championship record)
- MR : Record du meeting (meet record)
- NR : Record national (national record)
- OR : Record olympique (olympic record)
- PR : Record paralympique (paralympic record)
- PB : Record personnel (personal best)
- SB : Meilleure performance personnelle de la saison (season's best)
- WL : Meilleure performance mondiale de l'année (world leader)
- WJR : Record du monde junior (world junior record)
- WR : Record du monde (world record)

Circonstances et Conditions
- DNF : N'a pas terminé (did not finish)
- DNS : N'a pas pris le départ (did not start)
- DQ : Disqualification (disqualification)
- NM : Aucun essai valable enregistré (No Mark)
- Q : Qualifié « directement » au prochain tour (ou à la prochaine compétition), lors d'une compétition majeure, grâce au classement ou à la réalisation des minima (automatic qualifier)
- q : Qualifié au prochain tour (ou à la prochaine compétition), lors d'une compétition majeure, grâce au repêchage ou à la réalisation de l'une des meilleures performances parmi celles des « non qualifiés directement » (grâce au meilleur temps ou à la meilleure distance par exemple) (secondary qualifier)